# Sem Pão
Sem Pão é uma pintura de Maria Pardos. A data de criação é em torno de 1914. Um óleo sobre tela, tem 80 centímetros de altura por 101 centímetros de largura. Faz parte da coleção do Museu Mariano Procópio, com o número de inventário 82.21.246.

## Descrição
A obra narra visualmente a história de um idoso, sentado e com o olhar perdido, que recebe a súplica de um menino faminto, mas não tem o que lhe oferecer. O olhar do menino, voltado para o homem, reforça sua súplica e conduz a atenção do observador para o adulto, que se mostra abatido. Os ombros do idoso estão curvados, seu semblante expressa cansaço, e sua mão descansa sobre o rosto em um gesto de desalento. Os trajes são modestos: ambos vestem camisas de tecido, mas a do menino exibe um rasgo no ombro. A pintura evidencia a realidade da fome vivida pelos personagens.
A cena se desenrola em um ambiente doméstico. À direita, um móvel de madeira sustenta três itens: uma garrafa, um copo de vidro e uma lamparina. No lado oposto, há uma janela com grades de ferro, e logo abaixo dela, uma mesa onde repousam um jarro de barro e um pano de copa. Não há explicações sobre a causa da fome nem indícios de uma solução.

## Análise

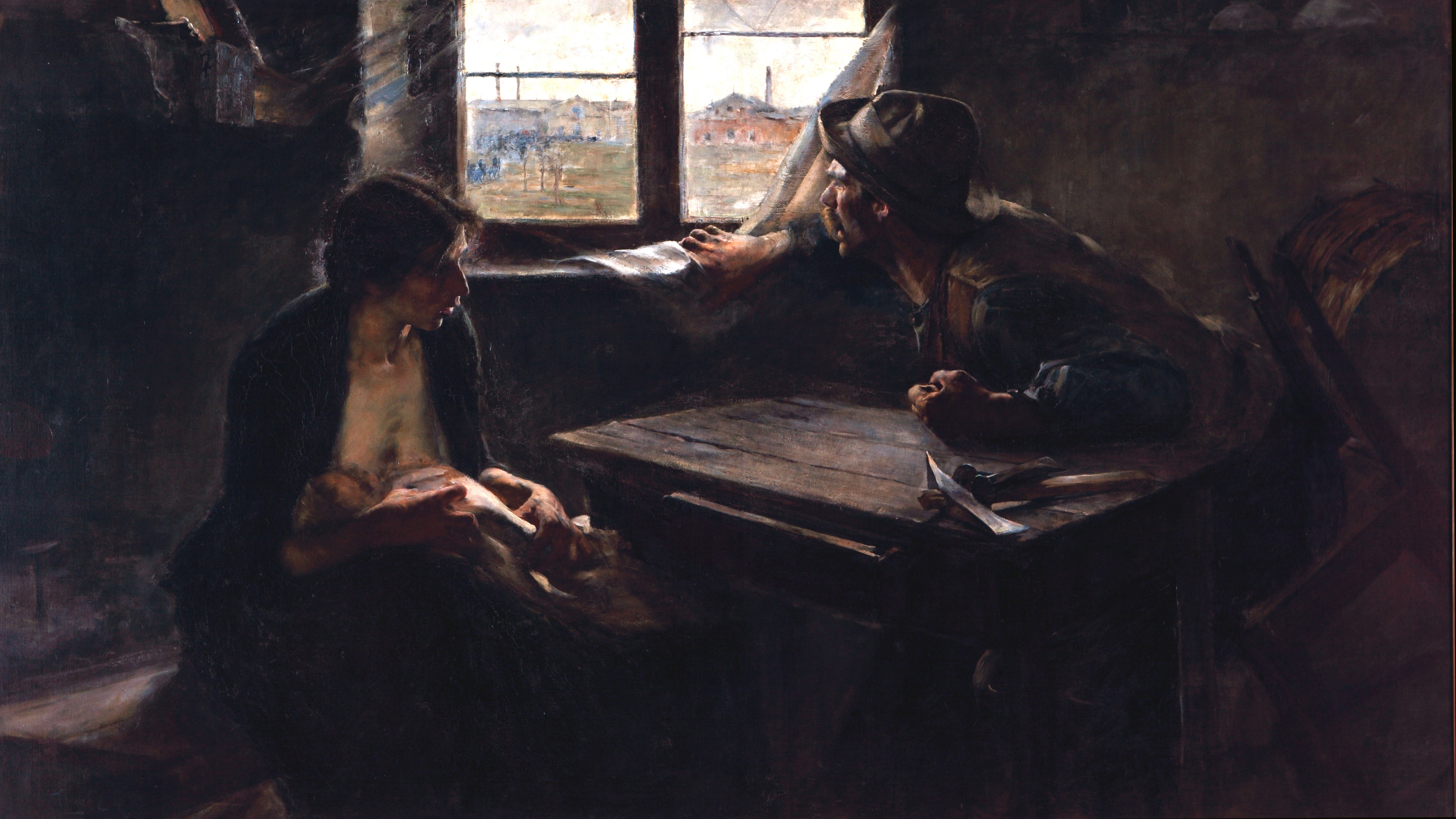
Sin pan y sin trabajo, de Ernesto de la Cárcova, 1913

Sem Pão desperta sentimentos ambíguos no observador, segundo a crítica especializada. De um lado, há a empatia natural que emerge diante da imagem de um velho e uma criança compartilhando a mesma condição de fome e desamparo. De outro, há o desconforto gerado pela ausência de explicações sobre a causa dessa privação e pela falta de um adulto provedor que pudesse oferecer algum alívio à situação. A cena, considerada melancólica, destaca a vulnerabilidade dos personagens e a brutalidade da fome, que os atinge sem oferecer respostas ou soluções.
A composição da obra sugere uma aproximação com a estética da pintura naturalista, sobretudo na maneira como retrata a realidade de forma direta. No entanto, há também um certo distanciamento desse estilo, uma vez que o naturalismo costuma se aprofundar em aspectos sociais e econômicos mais amplos, buscando explicar as condições que levam à miséria e à desigualdade. Em Sem Pão, essa análise não é evidente. A pintura foca mais na emoção e na relação entre os personagens do que em um discurso social explícito.
Outro aspecto relevante é a possível influência da obra Sin pan y sin trabajo, do artista argentino Ernesto de la Cárcova. A notícia de que a pintura foi exposta em Buenos Aires em 1913 sugere que seu impacto pode ter ultrapassado fronteiras, influenciando outras produções artísticas. A obra de Cárcova retrata um casal operário enfrentando a fome e o desemprego, colocando em evidência as consequências da exploração social. 

## Crítica
Em seu lançamento, o jornal O Paiz tratou o quadro de Maria Pardos como “feito com emoção e verdade de traço”. A obra recebeu a medalha de bronze na XXI Exposição Geral de Belas Artes, em 1914.
Em 1916, O Malho destinou uma cobertura especial à Exposição Regina Veiga e Maria Pardos, na Galeria Jorge, em que apareceu uma foto de Sem Pão. No mesmo ano, foi aclamada como uma obra magna de Maria Pardos.

## Exposições

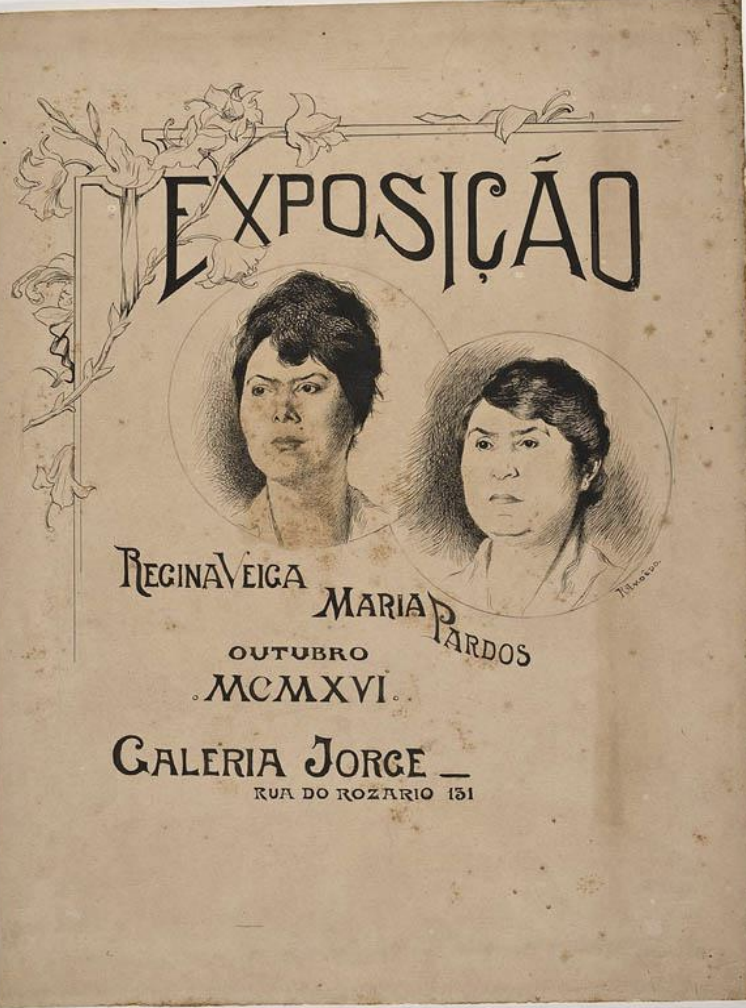
Croqui da capa da Exposição Regina Veiga e Maria Pardos, feita por Rodolfo Amoedo, em 1916

- 1914 - XXI Exposição Geral de Belas Artes.[1]

- 1916 - Exposição Regina Veiga e Maria Pardos, na Galeria Jorge.[4]

- 1922 - Inauguração da Galeria de Belas Artes, no Museu Mariano Procópio.[1]